# Strømmen Stadion
Lo Strømmen Stadion è uno stadio di calcio della località norvegese di Strømmen, situata nel comune di Lillestrøm, nella contea di Akershus. Nell'impianto sportivo gioca la squadra calcistica Strømmen IF e la squadra di calcio femminile LSK Kvinner. Ha una capacità di 1800 posti.